# 新浦区
新浦区是已撤销行政区划单位。
新浦区原是中国江苏省连云港市所辖的一个市辖区，是连云港市的政治、经济、文化中心。总面积为259.54平方公里，2005年人口为32.45万。2014年和海州区合并成新的海州区。

## 行政区划
2008年，新浦区辖7个街道、2个镇、1个乡：浦东街道、浦西街道、新东街道、新南街道、路南街道、新海街道、花果山街道、南城镇、浦南镇、云台乡。
2009年6月，宁海乡划归海州区。